# Liste der Monuments historiques in Saint-Simon-de-Bordes
Die Liste der Monuments historiques in Saint-Simon-de-Bordes führt die Monuments historiques in der französischen Gemeinde Saint-Simon-de-Bordes auf.

## Liste der Bauwerke
| Bezeichnung     | Beschreibung                  | Standort                 | Kennzeichnung | Schutzstatus | Datum | Bild           |
| --------------- | ----------------------------- | ------------------------ | ------------- | ------------ | ----- | -------------- |
| Kirche St-Simon | Erbaut im 12./13. Jahrhundert | Place de l’Église (Lage) | PA17000036    | Inscrit      | 2000  | weitere Bilder |

## Liste der Objekte
| Bezeichnung                             | Beschreibung                                                                      | Standort                      | Kennzeichnung | Schutzstatus | Datum | Bild |
| --------------------------------------- | --------------------------------------------------------------------------------- | ----------------------------- | ------------- | ------------ | ----- | ---- |
| Drei Skulpturen einer Kreuzigungsgruppe | Ensemble aus PM17000938 und PM17000939                                            | in der Kirche St-Simon (Lage) | PM17000937    | Inscrit      | 1976  |      |
| Skulptur Christus                       | Teil einer Kreuzigungsgruppe; Holz, stuckiert und farbig gefasst, 18. Jahrhundert | in der Kirche St-Simon (Lage) | PM17000938    | Inscrit      | 1976  |      |
| Zwei Skulpturen Maria und Johannes      | Teile einer Kreuzigungsgruppe; Holz, stuckiert, 19. Jahrhundert                   | in der Kirche St-Simon (Lage) | PM17000939    | Inscrit      | 1976  |      |
| Glocke                                  | Bronze, 1607 gegossen                                                             | in der Kirche St-Simon (Lage) | PM17000453    | Classé       | 1908  |      |